# 俄羅斯-1
俄羅斯-1是俄羅斯的一個國有综合電視頻道，隸屬於全俄国家电视广播公司，是该公司的旗舰电视频道。俄罗斯-1于1991年5月13日开播，初期在苏联中央电视台第二套节目的部分时段播出节目，苏联解体后替代该频道。
俄罗斯-1面向俄罗斯全国播出，覆盖俄罗斯98.5%的人口。除莫斯科版外，俄罗斯-1也面向全国11个时区提供时移版本。该频道也为全俄国家电视广播公司的地方电视台提供地方新闻播出窗口（《报导.地方时间》、《地方时间.周六》、《地方时间.周日》），也为部分地区提供本地语言节目时段。俄罗斯-1莫斯科版自2016年7月1日起以高清播出，此前频道部分节目自2012年12月29日起在“俄罗斯HD”频道播出。2017年1月16日，频道全面改为16:9画幅播出。
俄罗斯-1的主要竞争者为俄罗斯第一频道，兩個頻道的政治立場相似，主要在娛樂節目上競爭。2013年，俄羅斯-1平均每天有1.17億觀眾收看。

## 历史
1989年，苏俄开始酝酿组建面向俄罗斯内部播出的电视台。此时，俄罗斯是唯一一个没有自己电视频道的苏联加盟共和国。1990年，俄罗斯联邦人民代表、《第五轮》节目创办者贝拉·库尔科娃向时任俄罗斯最高苏维埃主席叶利钦建议创办俄罗斯电视台（РТВ）。这一时期，俄罗斯联邦与苏联高层之间存在矛盾。
1990年7月13日，依据俄罗斯最高苏维埃的法令，苏维埃俄罗斯联邦国家广播电视台成立。此后直至9月15日，最高苏维埃主席团，以及最高苏维埃管理大众媒体、公共组织关系、公民群众运动、公共观点研究的委员会，在利用苏联中央电视台第二套节目的前提下，研究新电视台的可行性和归属权。

### 频道成立（1990－1991年）
1990年7月14日，依据俄罗斯最高苏维埃主席团107-1号法令，全俄国家电视广播公司成立。苏联央视第二套节目在1991年3月7日移交给全联盟国家电视广播公司，频道管理层承诺每天提供至少6个小时的节目时段，播出俄罗斯电视台制作的节目，包括两期20分钟的新闻节目。不过由于持反对势力立场，新电视台的创建面临困难，例如无法在奥斯坦金诺电视中心租用演播室、无法完整获得承诺的节目播出时间等。而在招聘员工方面则没有问题，不少电视主持人自愿离开苏联中央电视台，加入没有言论管制的俄罗斯电视台。电视台的首任主席为谢尔盖·波德戈尔本斯基。
电视台创立了多个制作组，这些制作组在1997年前常被称作“创意制作协会”（творческо-производственными объединениями, ТПО），包括制作《报导》等新闻栏目的“报导”制作组，负责制作社会政治节目的“共和”、“跨区域节目部”和“机遇”制作组，负责制作专题节目的“小伙子”制作组，负责制作音乐和娱乐节目的“合作”制作组（音乐及娱乐节目创意制作协会），制作青少年节目的“成长”制作组，制作教育节目的“开放世界”制作组，制作电视游戏节目的“竞赛”制作组，制作影视节目的“K-2”制作组，以及制作体育节目的“竞技场”制作组。原苏联中央电视台体育主编室总监亚历山大·伊万尼茨基转职俄罗斯电视台，担任“竞技场”制作组总监，跟随他转职俄罗斯电视台的原苏联央视员工还有奥列格·若洛博夫、阿列克谢·布尔科夫、安娜·德米特里耶娃、谢尔盖·切斯基多夫、鲍里斯·古尔泰和尼古拉·波波夫。
1991年5月13日，俄罗斯电视台（Российское телевидение, РТВ）开播，全联盟国家电视广播公司新任第一副主席瓦伦丁·拉祖特金，为全俄国家电视广播公司提供第二套节目的部分时段（7:00－21:00、21:45－1:00），用于播出俄罗斯电视台的节目。新闻节目《报导》在当天17:00播出第一期，由斯维特兰娜·索罗金娜主持。与苏联中央电视台的新闻节目《时间》相比，《报导》的风格更加尖锐、精悍。开播首个星期，俄罗斯电视台开播《晚安，孩子们！》和《绅士表演》栏目。
八一九事件期间，在国家紧急状态委员会的要求下，俄罗斯电视台的所有节目在1991年8月19日停播，原定播出的节目全部替换成《天鹅湖》。不过俄罗斯电视台秘密地向其他地区播出节目，苏联其他地区的观众得以通过《报导》特别版，看到莫斯科所发生事件的图像。《报导》栏目位于奥斯坦金诺电视中心的演播室被封锁（该演播室一直使用至1994年），节目被迫在沙博洛夫卡电视中心录制播出，电视台也准备了移动直播车以备不时之需。电视台位于叶姆斯科格波亚五街的大楼也被紧急状态委员会封锁。电视台的秘密播出一直持续到莫斯科白宫的抵抗者胜利。事件结束后，在瓦伦丁·拉祖特金的命令下，俄罗斯电视台的节目覆盖整个晚间时段（7:00－次日1:00）。自此，俄罗斯电视台从一个事实上的反对派媒体、反对苏联官方的媒体，逐渐转换为后苏联时代的官方媒体。这一立场的转变，使“报导”制作组的叶夫根尼·基谢廖夫、奥列格·多布罗杰耶夫以及部分记者转职奥斯坦金诺第一频道，加入叶戈尔·雅科夫列夫的团队，并创办《结果》栏目。俄罗斯电视台开始播出国家领导人的新闻发布会，以及政客的无备稿讲话。
1991年9月至12月，苏联中央电视台第二套节目仍在原频道继续播出，但主要在工作日上午及下午时段，而晚间黄金时段和周末时段几乎全部移交给俄罗斯电视台。1991年9月16日，俄罗斯电视台频道更名为俄罗斯广播电视台（Российское телевидение и радио, РТР）。

### 奥列格·波普佐夫和阿纳托利·李森科时期（1991－1996年）
随着苏联解体，1991年12月26日，全联盟国家电视广播公司撤销，苏联中央电视台第二套节目停播，大部分节目的制作转移至全俄国家电视广播公司，РТР接管了原频道的所有播出时段，成为当时俄罗斯的三家全国电视台之一（另外两家为奥斯坦金诺电视台、圣彼得堡电视台）。这一时期，РТР的电视节目以评论、报道、访谈节目为主。1991年12月31日至1992年1月1日，频道更换徽标。此后徽标在1993年两度更换。
1993年宪政危机期间，РТР对冲突各方的观点均有报道。莫斯科白宫遭炮击时，РТР违反政府命令，播出了炮击事件的画面。在军方驱散示威群众后，РТР开始转播CNN的画面。《报导》栏目演播室所在的奥斯坦金诺电视中心遭到炮弹袭击并起火，新闻录像被导播伊琳娜·维诺格拉多娃保护下来，此后技术监制斯坦尼斯拉夫·布涅维奇成功将节目制作转移至叶姆斯科格波亚五街的总部。РТР频道恢复播出，成为莫斯科唯一一个继续播出的电视频道，频道在简陋搭建的演播室内继续报道随后的事件。此次事件后，《报导》栏目的影响力大幅提高。主播尤里·罗斯托夫、弗拉迪斯拉夫·弗拉尔科夫斯基和亚历山大·古尔诺夫分别被任命为驻美、驻英、驻以色列通讯员，亚历山大·涅霍罗舍夫开始担任资讯节目部主编。
1993年秋季，РТР的员工大量流失至俄罗斯独立电视台，包括《报导》的记者和其他制作组的员工，例如“竞技场”制作组的阿列克谢·布尔科夫和安娜·德米特里耶夫，以及“合作”制作组的阿特米·特洛伊茨基。
1994年，频道开播评论节目《细节》，由“报导”制作组的政治观察员尼古拉·斯瓦尼泽主持，此外谢尔盖·多连科也曾与斯瓦尼泽轮流主持该栏目。
由于全俄国家电视广播公司的经费被裁减一半，1994年3月1日起，РТР每日播出时间被迫缩短至12小时，工作日白天增设技术停播时段，3月1日至4月1日间为9:30－13:40，4月4日至6月1日间为11:05－16:00，6月2日至11月18日为12:00－16:00。之后从1994年11月18日开始，РТР频道莫斯科版的技术停播时段开始播出《俄罗斯商务》节目，由国际影视公司制作。

### 爱德华·萨加拉耶夫时期（1996－1997年）
爱德华·萨加拉耶夫接任全俄国家电视广播公司主席后，基里尔·莱加特接任РТР频道总监，鲍里斯·内波姆尼亚奇接任新闻节目主编。频道停播《细节》栏目，并开播新闻分析节目《明镜》（由尼古拉·斯瓦尼泽主持）、时事评论节目《VIP》、娱乐节目《晚上好》（伊戈尔·乌戈尔尼科夫主持），以及脱口秀节目《开放新闻》（由爱德华·萨加拉耶夫、斯维特兰娜·索罗金娜和奥克萨娜·奈楚克主持）。
1996年5月13日，РТР频道各个时区的版本取消技术停播时段，《俄罗斯商务》节目开始在俄罗斯各地播出，但播出时间从原先的4个小时缩短为2个半小时，并在一年后停播。但在不久后，РТР频道再度恢复日间停播时段，1996年6月18日至1999年4月27日间，每周二停播一个半小时，开始时间介于11:20－14:00之间。技术停播时段直至1999年5月11日方才取消。

### 1997－2000年
1997年2月10日，尼古拉·斯瓦尼泽接任全俄国家电视广播公司主席，РТР频道总制片人亚历山大·阿科波夫转职频道总监。这一时期，РТР频道出现将早期员工“挤出去”的倾向，一直持续到2001至2002年，例如《报导》主播斯维特拉娜·索罗金娜在1997年被解雇，亚历山大·古尔诺夫也随之离开频道，成立了“TSN”新闻社，为TV-6频道制作新闻节目。
1997年11月1日，全俄国家电视广播公司开播文化频道，“小伙子”制作组不少员工在该制作组解散后转职文化频道，例如安德烈·托斯滕森、瓦伦丁·特尔尼亚夫斯基、叶卡捷琳娜·安德罗尼科娃，而РТР频道的文化节目和影视剧，包括部分早年便已开播的节目，逐渐迁出РТР频道而转移至文化频道或独立电视台。
1998年5月8日，全俄国家电视广播公司将其下属的地方广播电视台改制为分支机构，自此РТР频道开始以俄罗斯的54种语言播出，频道的设计和编辑方针也在地方电视台普及。
1998年9月7日，早间节目《俄罗斯，早安！》开播。同日，РТР频道改版，频道节目总监由电影导演伊万·戴霍维奇尼担任，原先任职NTV-Design的作曲家安东·巴塔戈夫和设计师安德烈·谢柳托、埃琳娜·基塔耶娃也加入РТР频道，并设计了新的频道包装和徽标。改版后，频道周末时段几乎全部为娱乐和音乐节目、影视剧、俄罗斯歌星的演唱会，以及各类有偿放映的音乐创意晚会和广告，中间插播《报导》、《明镜》节目，或转播体育赛事。
1998年，俄罗斯爆发金融危机，РТР频道面临财务困难。由于全俄国家广播电视公司无法向节目组支付费用，《俄罗斯，早安！》栏目简化，电视剧《圣芭芭拉》也因电视台无法支付配音演员工资而停播。负责制作体育节目的“竞技场”制作组也减少了活动。
1999年3月4日，РТР频道改制为独立的法律实体，全名为“联邦国有单一制企业 全国电视公司 俄罗斯电视频道”，而“报导”制作组也在8月1日改制为类似机构。不过在2006年11月，频道不再作为独立的法律实体存在，而被整合为全俄国家电视广播公司的分支机构。
1990年代末，РТР频道收视率开始落后于公共电视台和独立电视台，在俄罗斯全国电视频道中排名第三，偶尔甚至落后于规模较小的中心电视台和TV-6频道。РТР频道没有在新闻战争中积极应对，也没有在1998至1999年间总理的“政府之乱”中为某些政治人物游说，唯一例外是1999年3月17日至18日晚上，РТР频道播出了时任总检察长尤里·斯库拉托夫（或样貌类似的人）参与嫖娼的片段。当时也有观点认为电视台的节目质量下降以及对新闻的审查收紧，例如《报导》主播米哈伊尔·波诺马列夫在1999年2月向总统及联邦政府写信，批评他的上级领导“无能”，“有目的、有方法地破坏《报导》栏目和整个电视频道”，并要求全俄国家电视广播公司主席米哈伊尔·什维德科辞职。
第二次车臣战争爆发初期，与持偏向反战立场的公共电视台不同，РТР频道只从政府官方立场报道战况，并支持俄军的行为。而在战争爆发前，频道对车臣的事件报道也明显偏颇，使得当地曾在1998年7月停播РТР频道。在报道1999至2000年间的俄罗斯议会选举和总统选举时，РТР初期曾尝试持有相较公共电视台更为客观的立场，但随后在新闻报道上逐渐转为对普京的公开支持。

### 奥列格·多布罗杰耶夫时期（2000－2002年）
2000年1月31日，前《报导》栏目导播、独立电视台总监奥列格·多布罗杰耶夫接任全俄国家电视广播公司主席。多布罗杰耶夫上任后，РТР的频道包装和节目间过渡画面部分更换。地方电视台插播节目的时段被严格限定。《报导》栏目播出次数增加，资讯类节目也全面更新。不过尽管新闻节目报道加强，这一时期仍不断有批评РТР频道播出连续剧过多的观点，当时频道每晚播出8至9部电视剧，而这一时期俄罗斯只有STS频道全日播出的连续剧数目达到这一数字。在多布罗杰耶夫完成第一阶段改版后，РТР频道总体收视率回升至第二名。此外，РТР频道启用官方网站ptp.ru（此后改为rtr-tv.ru）。
2000年8月，РТР积极报道库尔斯克号核潜艇事故相关消息，《报导》栏目的通讯员阿尔卡季·马蒙托夫和РТР的技术员，成为仅有的登上彼得大帝巡洋舰的电视从业者，此后РТР频道也得到拍摄普京在维迪亚耶沃探望遇难者遗孀的独家权利。РТР对上述事件的报道获得其他媒体的积极评价。

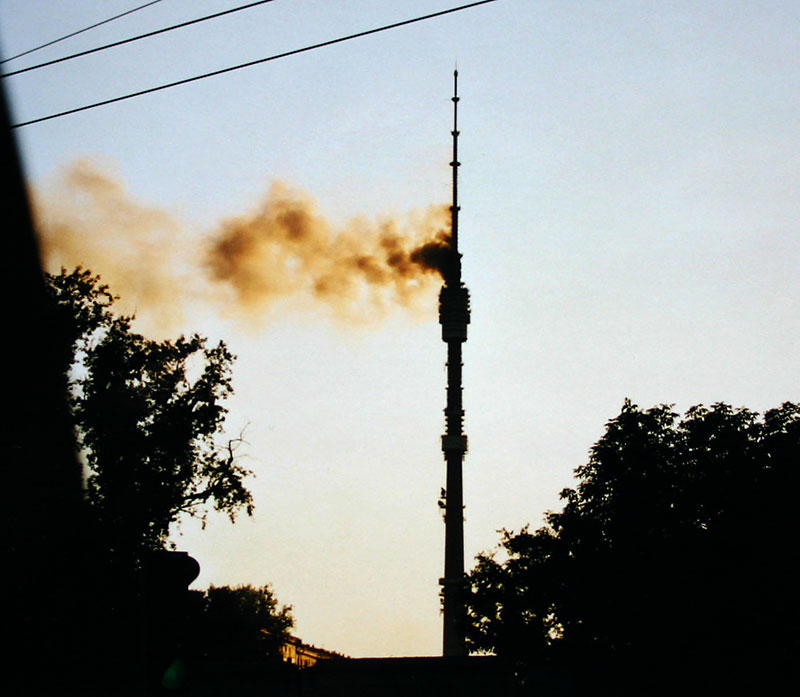
奥斯坦金诺电视塔在2000年8月27日发生火灾

2000年8月27日，奥斯坦金诺电视塔发生火灾，РТР的播出受到严重影响，频道在莫斯科时间18:00暂停向莫斯科及莫斯科地区播出，在莫斯科的电视频道中最后停播。此后自2000年8月30日起，РТР开始与公共电视台共用频道播出，频道名为“ОРТ-РТР联合频道”，屏幕上同时显示两个频道的徽标，左上角为РТР，右上角为ОРТ，初期也在下方标注字幕“ОРТ-РТР联合频道”。
2000年10月6日，“报导”制作组不再作为独立的法律实体存在，而被整合进РТР频道，并改制为资讯节目部，由亚历山大·阿布拉门科担任总监，改制后该单位出现重大人事变动，独立电视台的部分员工以及部分地方广播电视台的员工加入РТР频道的资讯节目部，不过РТР频道和独立电视台的新闻节目并无变化。
2000至2002年间，继续有观点批评РТР频道的节目质量，认为频道在经过多次改革后，仍然播出大量低质量娱乐节目和面向家庭主妇的廉价节目，记者埃琳娜·尼古拉耶娃批评РТР频道“播出的二流肥皂剧、质量低且缺乏指向性的节目比其他电视频道都多”、“没有建立起节目策略”、“除新闻节目外的其他节目缺乏概念”，这一时期也有其他文章表达类似的观点。
2001年九一一事件期间，РТР频道在夜间试验转播欧洲新闻台。此后从2003年3月17日（一说3月24日）至2007年12月30日间，为填充转为24小时播出之后多出来的节目时段，频道在深夜转播欧洲新闻台。2001年9月16日，频道开播一周新闻总结分析栏目《周末报导》，由叶夫根尼·雷文科主持，尼古拉·斯瓦尼泽的《明镜》栏目改在周六20:00的《报导》之后播出，节目模式与之前相比有所不同。
2001年9月15日，频道更换徽标，全俄国家电视广播公司其他电视频道均更换了风格类似的徽标。2001年9月15日开始，频道在新闻节目前播放克里姆林宫钟楼为背景的报时画面，并播放钟声，其他节目前的报时画面则以俄罗斯其他象征性建筑为背景。频道新包装由前独立电视台设计师谢苗·列文和“电视演播室”工作室制作。

### 俄罗斯频道时期（2002－2009年）
2002年2月，亚历山大·阿科波夫离任РТР频道总监，安东·兹拉托波尔斯基接替总监一职，并开展大规模改版，除了停播旧节目、开播新节目外，频道资讯节目部总监由弗拉基米尔·库利斯蒂科夫（原先任职独立电视台）接替。频道大幅减少拉美电视剧的播出，以俄罗斯连续剧替代，诸如《老友记》和《圣芭芭拉》等部分外语电视剧也停播，除侦探片《雷克斯警长》在黄金时段一直播出至2004年外，其他外语电视剧改为只在上午或深夜时段播出。

俄罗斯频道徽标

2002年9月1日，频道更名为俄罗斯（Россия）频道，徽标随之更换，频道官方网站域名更改为www.rutv.ru。据《彩色电视》杂志称，频道更名是由于新名称更能凸显频道重要性。这一时期，频道演播室及播出设备完成改造，节目传输及信号质量大幅改善。
2003年3月18日起，俄罗斯频道实行24小时播出（此前该频道与其他全国频道一样，在凌晨2:00至5:45停播），初期频道在凌晨时段播出外国影视剧、重播节目、播出《报导》节目（以便及时跟进伊拉克战争消息）。2005年前，俄罗斯频道也在凌晨时段播出体育赛事转播，但在体育频道开播后大幅减少。
2003年夏季，《周末报导》主持人叶夫根尼·雷文科离任，有观点认为这与2002年10月的一期《周末报导》报道莫斯科歌剧院胁持事件时，播放了事件发动者莫夫萨尔·巴拉耶夫的遗体画面有关。此后节目由《报导》主播谢尔盖·布里列夫主持，频道资讯节目部总监也由谢尔盖·布里列夫接替。
2003年8月11日起，俄罗斯频道工作日节目表大幅调整，原先为地方台保留的大段节目插播窗口被撤走，地方台的节目制作重新集中在地方版《报导》栏目的制作上，而其播出次数也有增加，以保持地方节目时段在频道节目时长的占比。实行这一调整，是由于俄罗斯频道地方节目时段收视率长期低于第一频道的前黄金时段，以及收视调查机构TNS Gallup Media在统计频道全国收视率时，不会计入地方节目时段的收视。而为了提高频道竞争力，俄罗斯频道在前黄金时段和黄金时段前段开播电视连续剧，其中大多为俄罗斯连续剧。此外，频道还将《报导-体育》、《专业知识》、《公路巡警》撤出该时段。地方台的其他自制节目只能在周六下午少量播出（此后再调整至上午），《报导-体育》只在俄罗斯频道的《报导》栏目中以环节形式出现，体育评论员只以声音解说的形式出现。《专业知识》改在早上的《俄罗斯，早安！》时段播出，一年后停播。《公路巡警》调整至深夜时段，并缩减至一天一集。
2005年，俄罗斯频道在晚间播出多部本土摄制的电视连续剧，频道整体收视率一度超越第一频道。同年，俄罗斯频道获得完整转播总统新年致辞的独家权利，而第一频道只播出20分钟的缩减版，独立电视台只在新闻节目中简略报道。2007年4月，频道再度获得完整拍摄前总统叶利钦葬礼的独家权利，其他电视频道皆引用俄罗斯频道的画面。这一时期，第一频道和独立电视台出现黄色媒体的倾向，而俄罗斯频道彻底拒绝播出这类内容，这也成为俄罗斯频道与其他两个频道之间的一大区别，例如曾在开播初期播出血腥犯罪报道的《报导.责任单位》、《公路巡警》，在这一时期彻底移除了此类内容。2007年9月1日至2009年12月27日间，俄罗斯频道划出节目时段，播出“比比贡频道”的节目。

### 更名为俄罗斯-1频道（2010－2012年）
2010年1月1日，伴随全俄国家电视广播公司改版，俄罗斯频道更名为俄罗斯-1频道（Россия-1），徽标同步更换。2012年1月14日，频道网站的域名更改为www.russia.tv。频道更名后，开始减少播出外国影视剧，自2011年8月开始只在深夜播出，日间及晚间基本只播出俄罗斯本土影视剧，偶尔播出乌克兰拍摄的俄语影视剧，以情节剧为主。深夜档外国影视剧最终在2014及2015年停播，最后一部外国电影是2014年10月4日播出的惊悚片《记忆碎片》，最后一部外国电视剧则为《法律与秩序》，2015年7月9日完结。
2012年俄罗斯总统选举前夕，俄罗斯-1频道播出纪录电影《危机2008：拯救俄罗斯》，称普京是将俄罗斯从经济崩溃中拯救出来的决定性角色，并播出系列影片《第一视角俄罗斯》讲述过去12年俄罗斯民众的生活。这些节目遭到电视评论家和电视台前雇员的批评。此外俄罗斯-1频道的部分员工（包括阿尔卡季·马蒙托夫、亚历山大·斯拉德科夫）还出演了竞选广告《为什么我投票给普京？》。

### 增加播出新闻政治节目（2012－2019年）
2012年8月，叶夫根尼·雷文科接任全俄国家电视广播公司副主席，并从10月25日开始兼任资讯节目部总监。2012/2013季度，频道开播社会政治脱口秀节目《周日晚间》，节目原先在独立电视台播出，由弗拉基米尔·索洛维约夫主持。2013年5月，鲍里斯·科尔切夫尼科夫回归俄罗斯-1频道（90年代曾在俄罗斯电视台主持青年节目）。在这一时期，电视评论家安娜·卡奇卡耶娃留意到频道节目的变化趋势，这一趋势延续多个季度：“该季度后半，独立电视台剖析事件的激进姿态消失，而宣泄愤怒的接力棒传给了俄罗斯-1频道。”。2014年春季至秋季，随着乌克兰广场革命、克里米亚危机、顿巴斯战争等事件爆发，频道增加了社会政治脱口秀节目的播出时长，受此影响，《晚安，孩子们！》栏目迁移至文化频道播出，晚间电视剧临时被《周日晚间》、《特别通讯员》特别版顶替的情况愈加频繁。
竞赛电视台开播之后，全俄国家电视广播公司在2015年10月1日解散体育节目部，俄罗斯-1频道停止转播除世界杯、欧冠联赛、奥运会以外的其他赛事，频道只保留少数体育评论员。
2018/2019季度，频道大幅增加社会政治节目时长，开播梳理总统每周活动的节目《莫斯科.克里姆林.普京》以及日间脱口秀节目《谁反对？》，两档节目均由弗拉基米尔·索洛维约夫主持并监制，他也创下一周内主持电视节目时间最长的纪录（25小时53分钟57秒），并被收录进吉尼斯世界纪录大全。这一纪录在2020年2月22日被打破。

### 在其他国家的播出调整
1991年8月，拉脱维亚里加原先转播苏联中央电视台第二套节目和俄罗斯电视台的米波频段被LTV2频道替代，第二套节目和俄罗斯电视台改在当地的UHF频段播出。
1992年2月，乌克兰原先转播РТР的频道改为播出UT-2频道（此后被1+1频道替代）。1993年，立陶宛原先转播РТР的频道改为播出Tele-3频道（现TV3频道），但仍有播出《报导》节目，直至1995年该频道开播自己的新闻节目。
2001年初，爱沙尼亚转播的РТР频道改为面向该国俄语居民的本地化版本“РТР-Eesti”。
2008年7月1日，俄罗斯频道不再于白俄罗斯播出，原频道改为转播本地电视频道“РТР-白俄罗斯”，该频道播出俄罗斯环球频道独联体版本的节目。

## 爭議
2015 年 5 月 23 日，俄羅斯-1 播出了《華沙條約：解密頁面》這部紀錄片，講述了1968 年入侵捷克斯洛伐克以防止北約政變的情況。斯洛伐克外交部表示，這部電影“試圖改寫歷史，扭曲我們歷史上如此黑暗篇章的歷史真相”。捷克外交部長盧博米爾·扎奧拉萊克表示，它“嚴重扭曲”事實。
與許多其他國營電視台一樣，俄羅斯-1頻道因強烈的親政府立場和宣傳而受到批評。2017 年，該頻道的長期編輯德米特里·斯科羅布托夫發布了一份定期更新的記者指南，其中包含一系列禁止報導的主題。其中包括反政府抗議、頓巴斯擊落MH17事件、納季婭·薩夫琴科、克里米亞韃靼人，甚至英國女王伊麗莎白二世週年紀念日等主題。
2017年6月，大西洋理事會的研究人員發表了對俄羅斯-1所播出的一個虛假報導的詳細分析，該報導稱俄羅斯戰機部署了強大的電子戰系統，以至於能夠完全癱瘓美國海軍驅逐艦的防禦系統。最初的報導可以追溯到俄羅斯作家德米特里·謝多夫寫的一篇諷刺文章，其形式是美國海軍水手寫給妻子的一封驚慌失措的信。隨後，俄羅斯-1將這個故事作為對真實事件的描述，並搭配一段虛假的影片播出，展示了俄羅斯武器的優勢。儘管俄羅斯武器製造商否認該報導並稱其為“假新聞”，但俄羅斯媒體仍繼續重複該報導，並添加了更多捏造的細節，例如前任美國駐歐洲空軍指揮官的虛假聲明。
2022 年 5 月 8 日，美國財政部外國資產控制辦公室根據第 14024 號行政命令對俄羅斯-1實施制裁，理由直接或間接由俄羅斯政府擁有或控制，直接或間接為俄羅斯政府行事或聲明為俄羅斯政府行事。該頻道的新聞節目因其主持人頻繁提出俄羅斯對西方國家（包括英國和美國）進行核攻擊而聞名。

## 外部連結
- Смотрим （页面存档备份，存于） （俄文）
- 在VGTRK网站上的页面 （页面存档备份，存于） （俄文）
- 频道高清版官方网站 （页面存档备份，存于） （俄文）
- 频道节目表 （页面存档备份，存于） （俄文）